# William Henry Edwards
William Henry Edwards (Hunter, 15 maart 1822 - Coalburg, 4 april 1909) was een Amerikaanse entomoloog.
Edwards werd geboren in Hunter, Greene County, New York. Hij wordt herinnerd vanwege zijn reis naar het Amazonegebied in 1846, waarvan hij verslag deed in zijn boek A Voyage Up the River Amazon,  with a residency at Pará (1847). Het boek inspireerde Alfred Russel Wallace en Henry Walter Bates om ook af te reizen naar deze regio. (Pará heet tegenwoordig Belém.) Edwards publiceerde het eerste grote overzicht van de vlinders van Noord-Amerika (The Butterflies of North America), voltooid in 1897. Hij was waarnemer in de Amerikaanse Burgeroorlog en correspondeerde met Darwin. Hij stierf in Coalburg, West Virginia, in zijn huis "Bellefleur".

## Werken
- A Voyage Up the River Amazon. The Narrative Press, Santa Clara, Calif. 2004, ISBN 1-5897-6244-4
- The Butterflies of North America.  Houghton Mifflin, Boston, Mass. 1868/97.
- Synopsis of North American Butterflies. Philadelphia, Penn. 1872.
- Catalogue of the Diurnal Lepidoptera of America North of Mexico. In: Trans. Amer. Ent. Soc., Bd. 6, S. 1 68.
- Revised Catalogue of the Diurnal Lepidoptera of America North of Mexico. Philadelphia, Penn. 1884.

- Bibliothèque nationale de France: cb122783318 (data)
- Gemeinsame Normdatei: 116356901
- International Standard Name Identifier: 0000 0000 8104 6764
- Library of Congress Control Number: nr95019802
- SNAC: w6sx6pv1
- Système universitaire de documentation: 083100032
- Virtual International Authority File: 25351682
- WorldCat: E39PBJf4gQpkxWx4VFGxt9yWXd